# Ford Europe

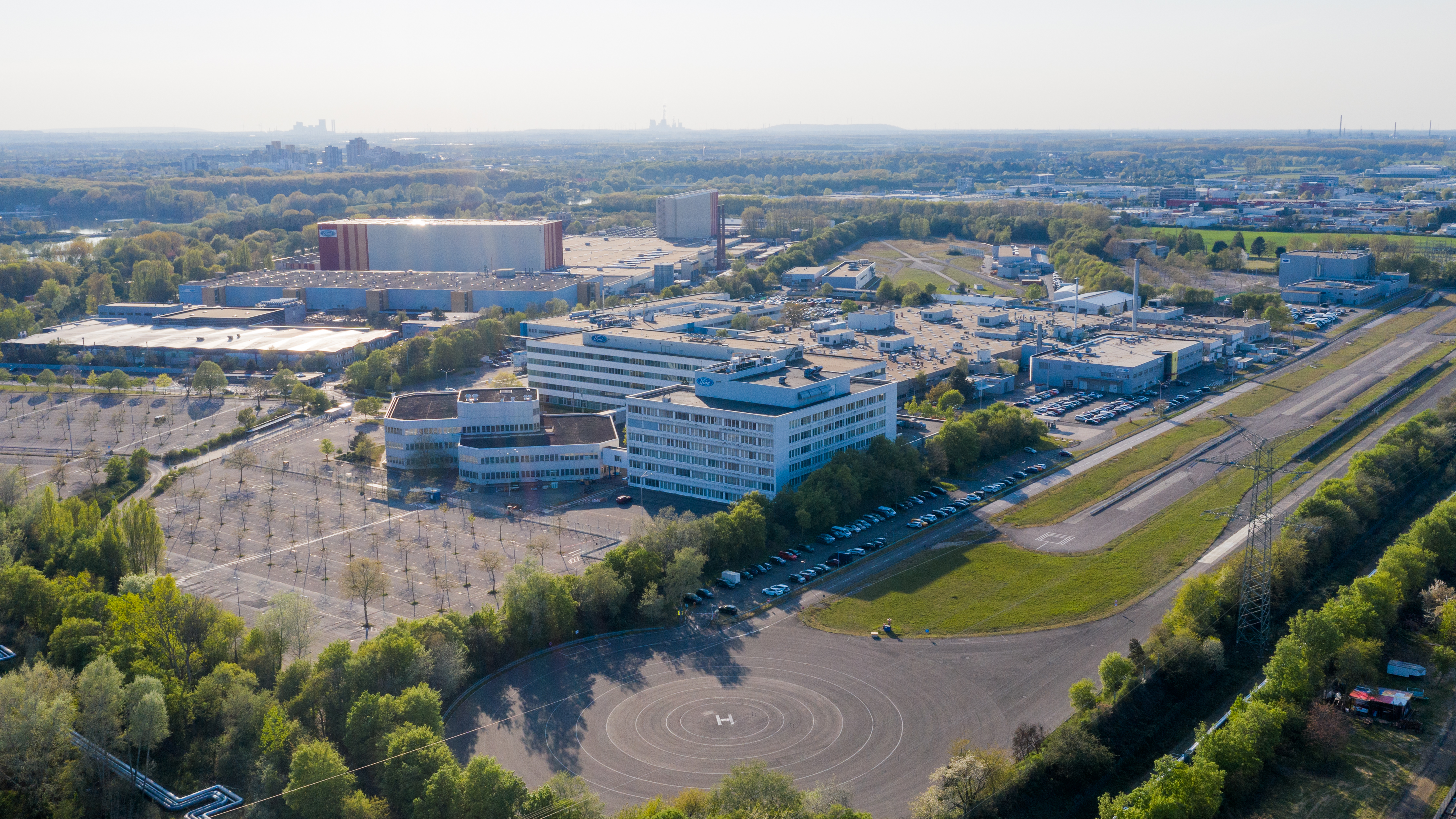
unidade da Ford na Europa

Ford of Europe é a divisão da Ford Motor Company, que está sediada nos Estados Unidos. Foi fundada em 1967 a partir da união entre a Ford britânica e a Ford da Alemanha.